# Марково (Немский район)
Марково — село в составе Немского района Кировской области. 

## География
Находится на расстоянии примерно 18 километров по прямой на восток-северо-восток от районного центра поселка Нема.

## История
Известна с 1873 года как деревня Еловый Мыс (Марковцы). Стала селом в 1901 году, после постройки   Казанско-Богородицкой церкви. В 1873 году учтено дворов 17 и жителей 116, в 1905 35 и 214, в 1926 57 и 228, в 1950 95 и 251 соответственно, в 1989 511 жителей. До 2021 года входила в Немское сельское поселение Немского района, ныне непосредственно в составе Немского района.

## Население
Постоянное население  составляло 359 человек (русские 95%) в 2002 году, 150 в 2010.